# Анрио HD.2
Анрио HD.2 (фр. Hanriot HD.2) је француски ловац-хидроавион. Авион је први пут полетео 1918. године. 

Највећа брзина у хоризонталном лету је износила 182 km/h. Размах крила је био 8,51 метара а дужина 7,00 метара. Маса празног авиона је износила 495 килограма а нормална полетна маса 700 килограма. Био је наоружан са два митраљеза калибра 7,7 милиметара Викерс.

## Наоружање
| Наоружање авиона: Анрио        |     |
| Ватрено (стрељачко) наоружање  |     |
| Топ                            |     |
| Митраљез                       |     |
| Број и ознака митраљеза        | 2   |
| Калибар                        | 7,7 |
| Бомбардерско наоружање (бомбе) |     |
| Ракетно наоружање (ракете)     |     |